# Tampereen Ilves (hokej na lodzie)
Tampereen Ilves (w skrócie Ilves) – fiński klub hokejowy z siedzibą w Tampere, występujący w rozgrywkach Liiga.
Fińskie słowo Ilves po polsku oznacza ryś.

## Sukcesy
Klub zdobywał dotychczas 16-krotnie Mistrzostwo Finlandii. 15 razy wygrał ligę SM-sarja - rozgrywki poprzedzające SM-liiga (w jej czasach wygrał tylko raz).
- Złoty medal mistrzostw Finlandii (16 razy): 1936, 1937, 1938, 1945, 1946, 1947, 1950, 1951, 1952, 1957, 1958, 1960, 1962, 1966, 1972 (SM-sarja), 1985 (SM-liiga).
- Srebrny medal mistrzostw Finlandii (9 razy): 1935, 1948, 1949, 1965, 1968, 1969, 1970, 1990, 1998
- Brązowy medal mistrzostw Finlandii (13 razy): 1934, 1939, 1941, 1943, 1963, 1964, 1967, 1974, 1975, 1983, 1989, 2001, 2022
- Finał Pucharu Finlandii: 1955, 1969
- Puchar Finlandii: 1958, 1971
- Trofeum pamiątkowe Harry’ego Lindbladina – pierwsze miejsce w sezonie zasadniczym SM-liigi: 1988
- Hopealuistin: 1989, 1990, 1998, 2023
- Trzecie miejsce w Pucharze Kontynentalnym: 1998, 2007

## Zawodnicy

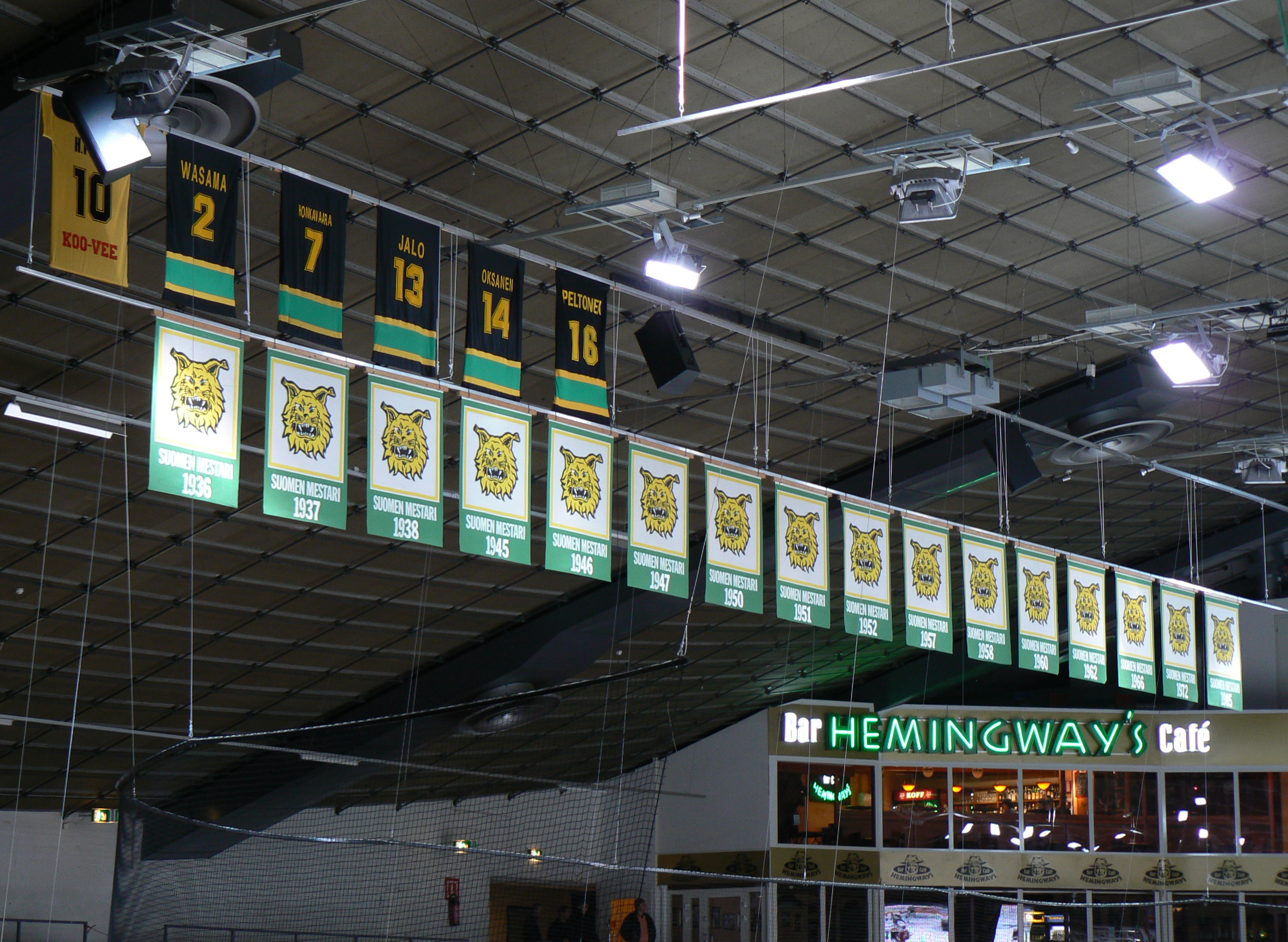
Banery w hali klubu upamiętniające zastrzeżone numery zawodników oraz lata sukcesów drużyny

Zastrzeżone numery
- 2 – Jarmo Wasama
- 7 – Aarne Honkavaara
- 13 – Risto Jalo
- 14 – Lasse Oksanen
- 16 – Jorma Peltonen
- 24 – Veikko Suominen
- 41 – Raimo Helminen